# 嬰兒石 (亞利桑那州)
嬰兒石（英語：Baby Rocks）是位於美國亞利桑那州納瓦霍縣的一個非建制地區。該地的面積和人口皆未知。

## 地理
嬰兒石的座標為36°46′31″N 110°00′32″W / 36.77528°N 110.00889°W，而該地的平均海拔高度為1596米（即5236英尺）。